# ساماي (أسطورة)
وتعد كومبو وساماي ونياسي ثلاث شخصيات تقليدية في ميثولوجيا الديولا في كازامنس (السنغال) وكذلك في غامبيا.
وعلى مدار عدة مرات في سياق العام، أي أثناء الأيام الثقافية، يتم تنظيم مهرجان شعبي في القرية.
ويدعو ساماي شعب القرية للمشاركة في الاحتفالية.
ويمكنه الركض بسرعة كبيرة، ومن خلال عصاه، يقوم بفرض أوامر صارمة في المجتمع.
وهو يعرف كل شيء يجري في القرية.
ويمكن اعتباره على أنه سيد الاحتفال لحدث الرقص التقليدي.